# 鄧恩鎮區 (明尼蘇達州奧特泰爾縣)
鄧恩鎮區（英語：Dunn Township）是位於美國明尼蘇達州奧特泰爾縣的一個行政鎮區。

## 歷史
鄧恩鎮區於1880年設立。鎮區得名自縣政府專員喬治·W·鄧恩（George W. Dunn）。

## 地方資料
鄧恩鎮區的面積為94.90平方千米，當中陸地面積為67.55平方千米，而水域面積為28.34平方千米。根據2020年美國人口普查的數據，當地共有人口929人，而人口密度為每平方千米9.79人。